# Черноморская пуголовка
Черноморская пуголовка, или голая пуголовка (лат. Benthophilus nudus), — рыба из семейства бычковых. Ранее популяции вид рассматривались как подвид Benthophilus macrocephalus роnticus (Berg, 1916), но чаще как вид Benthophilus stellatus (Sauvage, 1874).

## Описание
Общая длина тела до 11,5 см. Продолжительность жизни около 2-3 лет. Тело удлинённое, низкое. Голова вытянута, относительно узкая, очень уплощенная и длинная. Глаза и рот маленькие, усик на подбородке равен или несколько длиннее диаметра глаза и немного уплощенный с боков. Сравнительно маленькие костные зернышки-гранулы густо покрывают верхнюю и боковые поверхности головы и тело. Костные пластинки-бугорки заметно отличаются по размерам от зернышек-гранул, последние густо покрывают хвостовой стебель. Начало второго спинного плавника находится на вертикали от начала анального плавника. Общий фон окраски изменчивый — светлый, серый или буровато-серый. На теле три чёткие темно-коричневые пятна. Первое из них, в виде полукольца, узкое, расположено позади первого спинного плавника и никогда не достигает основания первого луча второго спинного плавника. Тёмное, хорошо заметное пятнышко перед вторым спинным плавником.

## Ареал
Распространение вида: лиманы и прибрежные озера и бассейны рек северо-западной части Чёрного моря.
На Украине кроме лиманов (Днестровский, Березанский, Днепровско-Бугский и т. д.) северо-западной части Чёрного моря известен из Тендровского залива и озёр устья Дуная (Китай, Катлабух, Кагул и др.). В реках распространился довольно далеко вверх от устьев, отмечен в Днестре до Бендер, в Южном Буге к Александровки, в водохранилищах Днепра, в том числе у Киева, в устье Десны, в Ингульце до Снигирёвки. Распространение требует уточнений.

## Биология
Жилая рыба, которая избегает водоёмов с соленостью более 3,0-3,5 ‰. Живет в опреснённых лиманах, приморских озерах, эстуарных участках рек и в самых реках. Держится на глубинах 3-9 м (до 20 м.), иногда на значительном расстоянии от берегов (выходит и на мелководье), в местах с медленным течением и заиленным песчаным, ракушечным или каменистым грунтом, часто на участках со скоплениями моллюсков. Половой зрелости достигает в возрасте одного года при длине тела 5 см и массе 3 г. Размножение в мае-июне. Плодовитость самок длиной 5-8 см составляла 500—2500 икринок, по другим данным может достигать 2,5-3 тысячи икринок. Нерест порционный, проходит обычно на мелководных участках с слабым течением и заиленным песчано-ракушечным грунтом. Икра откладывается на створки моллюсков и другие подводные предметы и активно охраняется самцом. Обычно после нереста производители погибают. Питается мелкими беспозвоночными животными (червями, ракообразными, моллюсками, личинками насекомых и т. п.).